# Stichocassidulina
Stichocassidulina es un género de foraminífero bentónico de la subfamilia Cassidulininae, de la familia Cassidulinidae, de la superfamilia Cassidulinoidea, del suborden Buliminina y del orden Buliminida. Su especie tipo es Stichocassidulina thalmanni. Su rango cronoestratigráfico abarca el Eoceno superior.

## Discusión
Clasificaciones previas incluían Stichocassidulina en el suborden Rotaliina del orden Rotaliida.

## Clasificación
Stichocassidulina incluye a las siguientes especies:
- Stichocassidulina peruviana †
- Stichocassidulina thalmanni †

Otra especie considerada en Stichocassidulina es:
- Stichocassidulina falsa †, de posición genérica incierta